# 武衡
武衡（1914年—1999年），曾用名武仁惠，男，江苏徐州人，中国地质科学家，中国科学院院士。

## 生平
早年考入清华大学地质系，参加一二九运动。后调赴延安，任陕甘宁边区学生联合会主席，此后兼任延安自然科学院地矿系教员。第二次国共内战期间，奔赴东北，担任吉林省扶余县县长、嫩江省企业局局长等。1948年，升任黑龙江省工业厅厅长；次年调任东北科学研究所所长。1954年，担任中国科学院副秘书长；次年担任中国科学院生物地学部委员。1978年，任国家科委常务副主任，此后当选中国科学技术情报学会理事长、中国科学院学部主席团执行主席。后担任中顾委委员。